# Mielografia
La mielografia è un tipo di esame radiologico del midollo spinale e dei suoi involucri meningei che utilizza un mezzo di contrasto radiopaco per rilevare patologie a carico del midollo spinale, compresa la localizzazione di un eventuale trauma del midollo spinale, cisti e tumori.
La procedura implica una puntura nel tratto cervicale o lombare, con prelievo di una certa quantità di liquor, e successiva iniezione di mezzo di contrasto radiopaco. Immediatamente dopo vengono eseguite numerose proiezioni a raggi X.
Una mielografia può tornare utile nell'evidenziare la causa di un dolore quando una risonanza magnetica (RM) od una tomografia computerizzata (TC) hanno dato esito negativo. È un esame fondamentale per la diagnosi delle diverse cause di compressione midollare (ad esempio tumori, cisti, ernie discali, stenosi del canale).
Generalmente una TC viene eseguita dopo che il mezzo di contrasto radiografico è stato posto tramite guida fluoroscopica nel sacco (dura madre) che circonda il midollo spinale ed i nervi.
Attualmente il mezzo di contrasto utilizzato è di tipo acquoso ed ha sostituito in larga misura i fluidi a base d'olio.
Un mielogramma con TC è molto utile per tutti quei pazienti che non possono essere sottoposti a risonanza magnetica (ad esempio i soggetti con pacemaker o impianti cocleari), o per quelli in cui la RM fornisce informazioni limitate (ad esempio pazienti con placche metalliche nella colonna vertebrale).

## Storia
L'aria ed altri gas furono fra i primi mezzi di contrasto utilizzati e l'esame veniva chiamato "mielografia gassosa". Ben presto si ricorse all'utilizzo di mezzi di contrasto iodati e liposolubili (ad esempio lipiodol e pantopaque). Queste sostanze hanno il vantaggio di una maggiore rapidità e permettono una visualizzazione ottimale.
Negli anni Settanta come mezzo di contrasto fu utilizzata la metrizamide, idrosolubile ma purtroppo anche molto neurotossica. Solo l'introduzione di altri agenti idrosolubili (amipaque,iohexolo ed iopamidolo) ha reso decisamente superato l'uso dei mezzi di contrasto gassosi e liposolubili. Il ricorso ad accorgimenti quali l'assunzione di diuretici (per facilitare l'escrezione renale) ed il mantenimento per alcune ore di una posizione semiseduta (ad evitare il passaggio intracranico) ne ha ulteriormente aumentato la sicurezza e la maneggevolezza.

## Procedura
La procedura dell'esame e la posizione del paziente variano leggermente a seconda della localizzazione dell'esame.
- Mielografia lombare: il paziente viene posto su un tavolo ribaltabile ed inclinabile di 90°. Il medico esegue una puntura lombare a livello dello spazio intersomatico L2-L3 (talvolta nello spazio L3-L4) e procede quindi alla iniezione del mezzo di contrasto.

Il composto radiopaco che si utilizza è idrosolubile e pertanto tende gradualmente a diluirsi nel liquor. Questo fatto causa una inevitabile riduzione del suo potere di risoluzione diagnostico che è tanto maggiore quanto più è distante la regione da esaminare rispetto alla zona in cui si pratica l'iniezione. Immediatamente dopo aver pratico l'iniezione lombare vengono eseguite una serie di radiogrammi, alcuni dei quali in posizione eretta ed altri in posizione prona.
- Mielografia cervicale: il paziente viene posto sul tavolo in posizione prona e con la testa fissata in estensione. Vengono eseguiti alcuni radiogrammi, in genere almeno quelli anteroposteriore, laterale ed obliquo.

## Indicazioni
La "mielografia lombare" appare particolarmente adatta per mettere in evidenza lo spazio sub-aracnoideo lombare, dando anche una buona visualizzazione della emergenza delle radici nervose. Pertanto trova indicazione in tutti i casi di sospetta ernia discale lombare, neoplasie, traumi lombari od ernia del nucleo polposo. Anche la stenosi del canale lombare e la presenza di malformazioni viene evidenziata con buona risoluzione.

La "mielografia cervicale" similmente a quella lombare trova indicazione in tutti i casi di sospetta ernia cervicale, alterazioni postraumatiche, neoplasie e processi infiammatori. Vi si può fare ricorso anche in casi selezionati di spondiloartrosi cervicale.

## Complicanze
La complicanza certamente più frequente dopo una mielografia è la cefalea. Per questo motivo ai pazienti vengono date istruzioni sulla necessità di mantenere il capo elevato rispetto al resto del corpo di almeno 30 gradi per alcune ore dopo la procedura. Allo stesso modo i pazienti di solito sono istruiti per evitare attività fisiche faticose e sollevamento di carichi pesanti.
Se nel corso della procedura sono fuoriusciti alcuni cc. di liquido cerebrospinale (CSF), la cefalea tende a manifestarsi in modo decisamente più intenso.

## Altre immagini

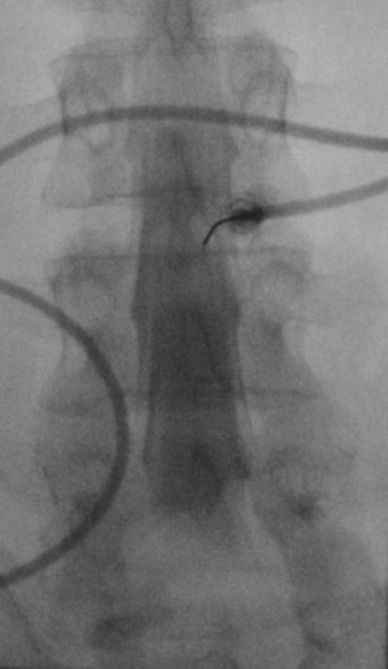
Mielografia, fase di puntura ed infusione di mezzo di contrasto
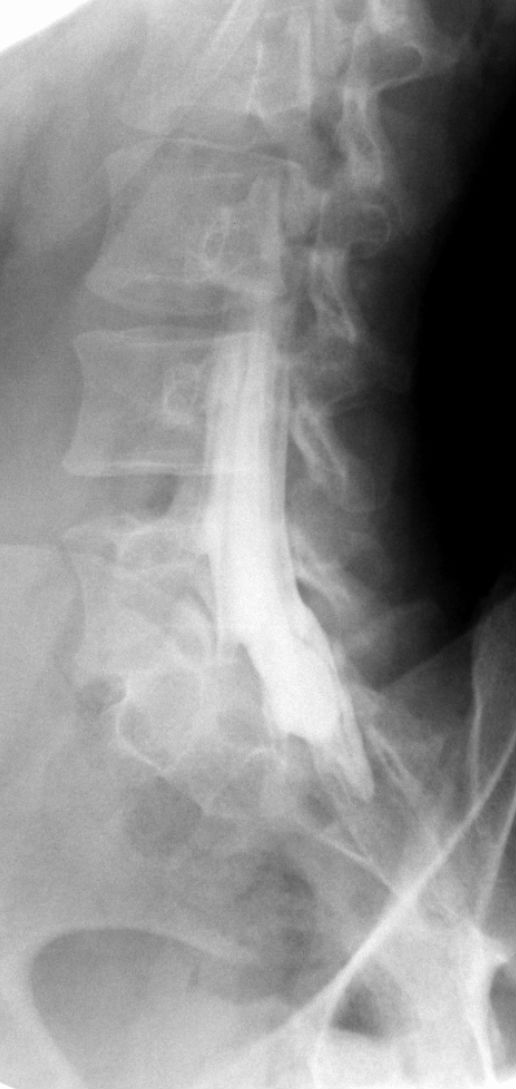
Mielografia convenzionale in proiezione obliqua
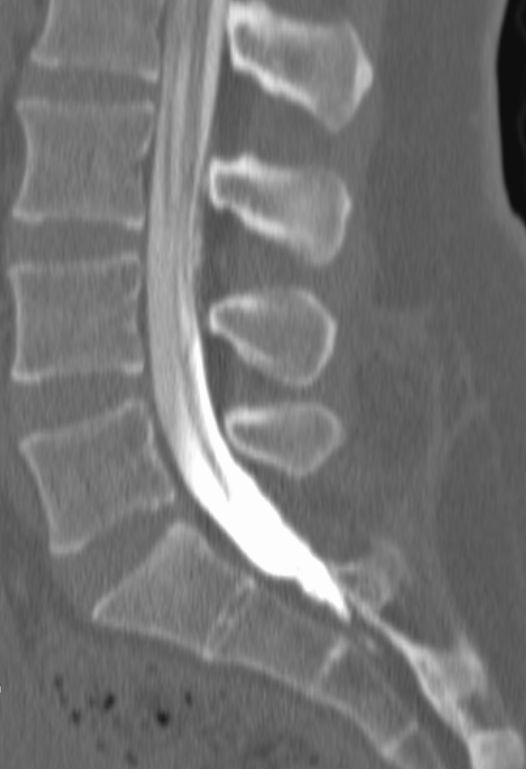
Tomografia computerizzata dopo mielografia convenzionale